# Uimitorul Om-Păianjen 2
Uimitorul Om-Păianjen 2  (titlu original: The Amazing Spider-Man 2, cunoscut și ca The Amazing Spider-Man 2: Rise of Electro internațional) este un film SF american cu supereroi din 2014 regizat de Marc Webb. În rolurile principale joacă actorii Andrew Garfield, Emma Stone, Jamie Foxx, Dane DeHaan, Campbell Scott, Embeth Davidtz, Colm Feore, Paul Giamatti și Sally Field.

## Distribuție
- Andrew Garfield ca Peter Parker / Spider-Man
- Emma Stone ca Gwen Stacy
- Jamie Foxx ca Max Dillon / Electro
- Dane DeHaan ca  Harry Osborn / Green Goblin
- Campbell Scott ca Richard Parker[4]
- Embeth Davidtz ca Mary Parker
- Colm Feore ca  Donald Menken
- Paul Giamatti ca Aleksei Sytsevich / The Rhino
- Sally Field ca May Parker